# Хоптон
Хоптон — небольшая деревня, примыкающая к деревне Карсингтон, находящаяся в двух милях от рыночного городка Вирксворт в Пик Дистрикт.
Свидетельством присутствия людей, возможно, 200 000 лет назад во время теплого периода, известного как межледниковье Авели, является обнаружение поблизости среднепалеолитического ашельского ручного топора.
Хоптон впервые упоминается в Книге судного дня в 1086 году как беревик (вспомогательная ферма) города и поместья Вирксворт. Двумя основными отраслями деятельности жителей с древних времен были сельское хозяйство и добыча свинца.
Хоптон находится недалеко от главной дороги B5035, ведущей из Эшборна в Вирксворт, в северной части Карсингтон-Уотер.
У деревни были давние связи с семьей Гелл, у которых были активы в Хоптоне с 1327 года. У семьи были обширные интересы по добыче свинца в районе Вирксворта, представители семейства жили в Хоптон-Холле. Известные члены семьи: сэр Джон Гелл, который был парламентарием во время гражданской войны в Англии, и сэр Уильям Гелл, археолог.
Знаменитый Хоптонский уклон железной дороги Кромфорд и Хай-Пик, ныне являющийся частью тропы Хай-Пик и Пеннин-Бридлуэй, составляет около 1,1 километра к северу от посёлка.
Современный Хоптон — это довольно разбросанная деревня с несколькими домами, некоторые из которых популярны для самостоятельного приготовления пищи среди туристов, посещающих Пик-Дистрикт, Уирксворт и Карсингтон-Уотер.